# Transporteur de la sérotonine
Le transporteur de la sérotonine (SERT) est une protéine qui transporte le neurotransmetteur sérotonine de l'espace synaptique à l'espace présynaptique. Cette protéine est la cible de nombreux traitements antidépresseurs, notamment ceux de la classe des inhibiteurs sélectifs de la recapture de la sérotonine (ISRS). Son gène est le SLC6A4 situé sur le chromosome 17 humain.

## Rôles
Il est exprimé dans les neurones du système nerveux central.
Il est également exprimé dans l'épithélium du tube digestif, jouant un rôle dans la motilité de ce dernier. 

## Mutations
Un des polymorphismes du promoteur du gène a montré qu'il affecte le taux de recapture de la sérotonine. Il pourrait jouer un rôle dans la mort subite du nourrisson, les comportements agressifs des patients atteints de la maladie d'Alzheimer, le syndrome de stress post-traumatique. 
Son effet supposé sur la susceptibilité à la dépression chez les personnes qui ont subi une expérience traumatisante est infirmé par deux méta-analyses indépendantes,.
Les sujets qui possèdent la forme longue "l" du transporteur produisent un plus grand nombre de transporteurs de la sérotonine. La recapture de la sérotonine est plus importante et la concentration de sérotonine dans la fente synaptique est donc plus faible.
Le polymorphisme du gène SLC6A4 a très possiblement un lien avec la démonstration de traits psychopathiques. Les allèles dits longs sont associés avec une transcription accrue du transporteur et les homozygotes de cet allèle démontre des similarités importantes avec les psychopathes.
Les sujets qui possèdent la forme "s" (short pour court) produisent moins de transporteurs. D'autres mutations du gène, entraînant un gain d'activité, augmenteraient le risque de survenue d'un syndrome autistique.